# Tamāk
Tamāk (persiska: تماک, Tamāy) är en ort i Iran.   Den ligger i provinsen Västazarbaijan, i den nordvästra delen av landet, 400 km väster om huvudstaden Teheran. Tamāk ligger 2 018 meter över havet och antalet invånare är 580.
Terrängen runt Tamāk är kuperad åt nordost, men åt sydväst är den platt. Runt Tamāk är det ganska glesbefolkat, med 27 invånare per kvadratkilometer. Närmaste större samhälle är Takāb, 8,6 km nordväst om Tamāk. Trakten runt Tamāk består i huvudsak av gräsmarker.